# 朝日俳句新人賞
朝日俳句新人賞（あさひはいくしんじんしょう）は、過去に朝日新聞社が主催していた公募の俳句新人賞。同時期に同社が主催した俳句朝日賞（はいくあさひしょう）についてもここで扱う。

## 朝日俳句新人賞
1998年に創設。50歳以下の人物による未発表作品50句が選考対象で、受賞は『朝日新聞』にて発表、受賞作は月刊誌『俳句朝日』に掲載された。選考委員は茨木和生、大串章、鍵和田秞子、山田弘子など。賞金は30万円。『俳句朝日』が2007年6月号をもって休刊したことに伴い、10回で休止している。
受賞者一覧
- 第1回（1998年度）- 田中春生
- 第2回（1999年度）- 該当なし
- 第3回（2000年度）- 荒井千佐代
- 第4回（2001年度）- 該当なし
- 第5回（2002年度）- 高倉和子
- 第6回（2003年度）- 高橋とも子、中川清資
- 第7回（2004年度）- 該当なし
- 第8回（2005年度）- 久保山敦子
- 第9回（2006年度）- 掛井弘通
- 第10回（2007年度）- 斎藤昌哉

## 俳句朝日賞
朝日俳句新人賞創設の翌年、51歳以上を対象とした賞として設立。未発表の30句が対象。朝日俳句新人賞と同様、『俳句朝日』の休刊に伴い休止した。
受賞者一覧
- 第1回（1999年度）-
- 第2回（2000年度）-
- 第3回（2001年度）-
- 第4回（2002年度）-
- 第5回（2003年度）-
- 第6回（2004年度）- 西村椰子、嵯峨根鈴子（準賞）
- 第7回（2005年度）- 水谷由美子、東条陽之介、都合ナルミ（準賞）
- 第8回（2006年度）- 神保千恵子、松野苑子（準賞）
- 第9回（2007年度）- 西出真一郎、中沢三省（準賞）